# I, Robot (Blinder)
I, Robot is een kortverhaal van Eando Blinder over een robot genaamd Adam Link. Het boek moet niet verward worden met het boek van Isaac Asimov. Het boek van Asimov is later uitgegeven dan het boek van Blinder.